# Sidy Koné
Sidy Koné (Bamako, 6 de junho de 1992) é um futebolista profissional malinês que atua como defensor.

## Carreira
Sidy Koné representou o elenco da Seleção Malinesa de Futebol no Campeonato Africano das Nações de 2012.

## Títulos
Mali
- Campeonato Africano das Nações: 2012 - 2º Lugar